# グッドイヤー

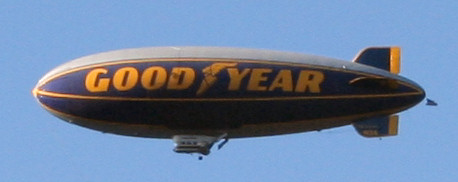
グッドイヤーの飛行船

グッドイヤー・タイヤ・アンド・ラバー・カンパニー (Goodyear Tire and Rubber Company, NASDAQ: GT)、通称グッドイヤーは、アメリカ合衆国のゴム、タイヤ製造メーカー。本社はオハイオ州アクロンに位置する。ブリヂストン、ミシュラン、コンチネンタルと並ぶ世界最大のタイヤ会社の1つであり、世界最大のゴム会社の1つでもある。
フランク・セイバーリングによって1898年に設立された。社名は加硫ゴムの発明者チャールズ・グッドイヤーにちなむが、当社との間に直接の関係はない。
飛行船の製造にも長年関わっており、子会社にグッドイヤー・エアクラフト・カンパニー（第二次世界大戦後にグッドイヤー・エアロスペース・コーポレーションと改名）を抱えていたが、1987年にイギリスの実業家ジェームズ・ゴールドスミスのグリーンメール攻撃（買収した株の高値買い取り要求）による敵対的買収の結果、ローラル・コーポレーションに売却された。

## 歴史
セイバーリングは義理の兄弟から借りた3,500ドルを頭金にして最初の工場を購入し、グッドイヤー社が1898年8月29日に100,000ドルの資本金で設立された。当初は13人の工員で自転車と馬車のタイヤ、蹄鉄のゴム詰め物、ポーカーチップの製造を行った。
翼の付いた足のロゴマークは、1901年にセイバーリングが自宅の階段の手すり柱にあったローマ神話のメルクリウス像から考案した。このロゴが初めて登場したのは『サタデー・イブニング・ポスト』誌の広告である。同年セイバーリングはヘンリー・フォードが自動車レースに参加するに当たり、レース用のタイヤを提供した。
1917年に自社のタイヤの性能証明を行うため、オハイオ州アクロンからマサチューセッツ州ボストンに向けてウィングフット・エクスプレス (Wingfoot Express) と名付けたトラック輸送便を走らせ、24日かけて走破に成功した。1921年にセイバーリングが経営から退いたものの、1926年にグッドイヤーは世界最大のゴム会社となった。なお、セイバーリングは1921年にセイバーリング・タイヤ・カンパニーを創業するも1965年にファイアストンに買収された。セイバーリングのブランドは1988年にファイアストンを買収したブリヂストンが使用している。
1986年にゴールドスミスと投資グループが敵対的買収を仕掛け、発行株式の11%を買収したが、翌年には買収攻勢を回避し、買収防衛のため子会社の売却とともに工場を閉鎖し大規模なリストラを行った。同年カリフォルニア州からテキサス州に及ぶ「オール・アメリカン」石油パイプラインの完成を発表。また、子会社のケリー・スプリングフィールド社がメリーランド州に新しい本部を構築した。
2021年6月、同業のクーパー・タイヤ・アンド・ラバーを買収し傘下に収めた。

## 住友ゴム工業との関係
グッドイヤーは1999年に住友ゴム工業と包括的資本提携を結んだ。このため両社の持つ「グッドイヤー」「ダンロップ」のブランドについても、北米・欧州市場は全てグッドイヤーが、アジア市場を住友ゴム工業がそれぞれ製造・販売する形となった。
これに伴いグッドイヤーの日本法人である日本グッドイヤー株式会社（1952年に100%出資の子会社として設立）は、1999年9月1日にグッドイヤーウイングフット株式会社に社名変更。新たに住友ゴム工業と合弁会社として日本グッドイヤー株式会社（住友ゴム工業：75%、グッドイヤーウイングフット：25%）を設立。そのため、当時国内生産品は住友ゴム工業にて開発から生産まで行われていた。
逆に、当時住友ゴム工業傘下にあったダンロップタイヤ（イギリス法人）にはグッドイヤーが資本参加しており、同社はグッドイヤーの子会社となった（株式の75%を所有。残る25%は住友ゴム工業が引き続き保有）。このため現在北米・欧州市場で販売されているダンロップタイヤは、基本的に全てグッドイヤーが開発・生産したものとなっている。
2014年2月にグッドイヤーが住友ゴム工業に対し提携解消の申し入れを行い、あわせて国際商業会議所に仲裁を申し立てていたが、2015年6月4日、住友ゴム工業がグッドイヤーから約271百万米ドル（約325億円）を受け取ることで、提携解消に双方が合意した。これに伴い、2015年10月1日付で日本グッドイヤー株式会社はグッドイヤーウイングフット株式会社の100%子会社となり、翌2016年3月1日、グッドイヤーウイングフット株式会社に吸収合併。同時にグッドイヤーウイングフット株式会社は、再び日本グッドイヤー株式会社に社名変更した。ただし、住友ゴム提携解消後も日本国内を含むアジア市場向け製品の製造委託は引き続き住友ゴムが担当している。
2025年1月、グッドイヤーは北米と欧州、オセアニア向けに展開しているダンロップブランドを住友ゴムに7億100万ドル（約1100億円）で売却することを発表した。売却手続きが完了すれば、住友ゴムはダンロップ製品の販売を世界規模で展開できるようになるとしている。

## モータースポーツ

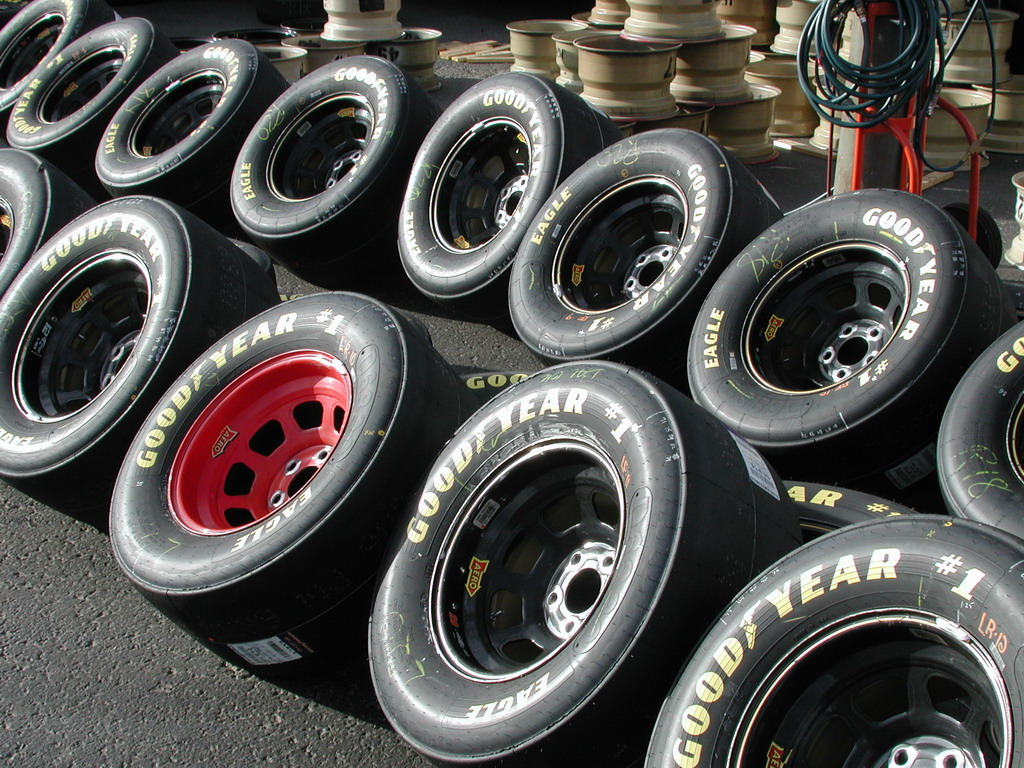
グッドイヤーイーグル

当社はモータースポーツに「イーグル」(EAGLE) ブランドで製品供給を行っている。
F1には1964年から参戦し、一時は独占供給（ワンメイク）となっていた。1998年を最後に撤退するまで、タイヤメーカーとしてF1で最多勝記録の通算368勝をあげており、2018年末時点で2位のピレリ（202勝:但し2011年シーズン以降はピレリによるワンメイク体制であり、ピレリ以外のタイヤでの勝者は誕生していない）に対して2倍近い差をつけている。1勝目を記録したのは1965年メキシコグランプリにおけるホンダのリッチー・ギンサー、最後の勝利となったのは1998年イタリアグランプリにおけるフェラーリのミハエル・シューマッハであった。
2017年時点ではNASCARでの活動がメインで、NASCARナショナルシリーズの「三大シリーズ」と通称されるモンスターエナジー・NASCARカップ・シリーズ、エクスフィニティ・シリーズ、キャンピング・ワールド・トラック・シリーズは全てグッドイヤータイヤのワンメイクとなっている。
FIA 世界耐久選手権 (WEC) の2019年/20年シーズンからLMP2クラスへのタイヤ供給に参入し、2020年/21年シーズンからはLMP2クラスのワンメイクタイヤサプライヤーとなっている。
スカイスポーツにおいては、レッドブル・エアレース・ワールドシリーズに参戦しているマイケル・グーリアンのチームスポンサーとなっている。
日本では86/BRZレースやヴィッツレース（ワンメイク）などに参入している。

## トランプ政権との対立
2020年アメリカ合衆国大統領選挙の選挙戦が高まりを見せる中、グッドイヤーの工場従業員の作業服に描かれたスローガンやフレーズが問題視された。これは民主党寄りとも受け止められるフレーズ（例：「黒人の命は大切」、LGBT関連など）が会社側から許可されていたのに対し、共和党寄りと受け止められるフレーズ（例：「米国を再び偉大に」など）が認められなかったためである。共和党から出馬した大統領のドナルド・トランプは、2020年8月19日、グッドイヤー製のタイヤの不買運動を支持者に呼び掛けるとともに、大統領専用車の専用特殊タイヤの交換も示唆した。これを受けてグッドイヤー側は、従業員に対して職場ではあらゆる候補者や政党の選挙活動を支持する表現などは慎むよう求めた。

## 関連企業
- 日本ジャイアントタイヤ